# Szkoła rabinacka Beit Meir w Krakowie

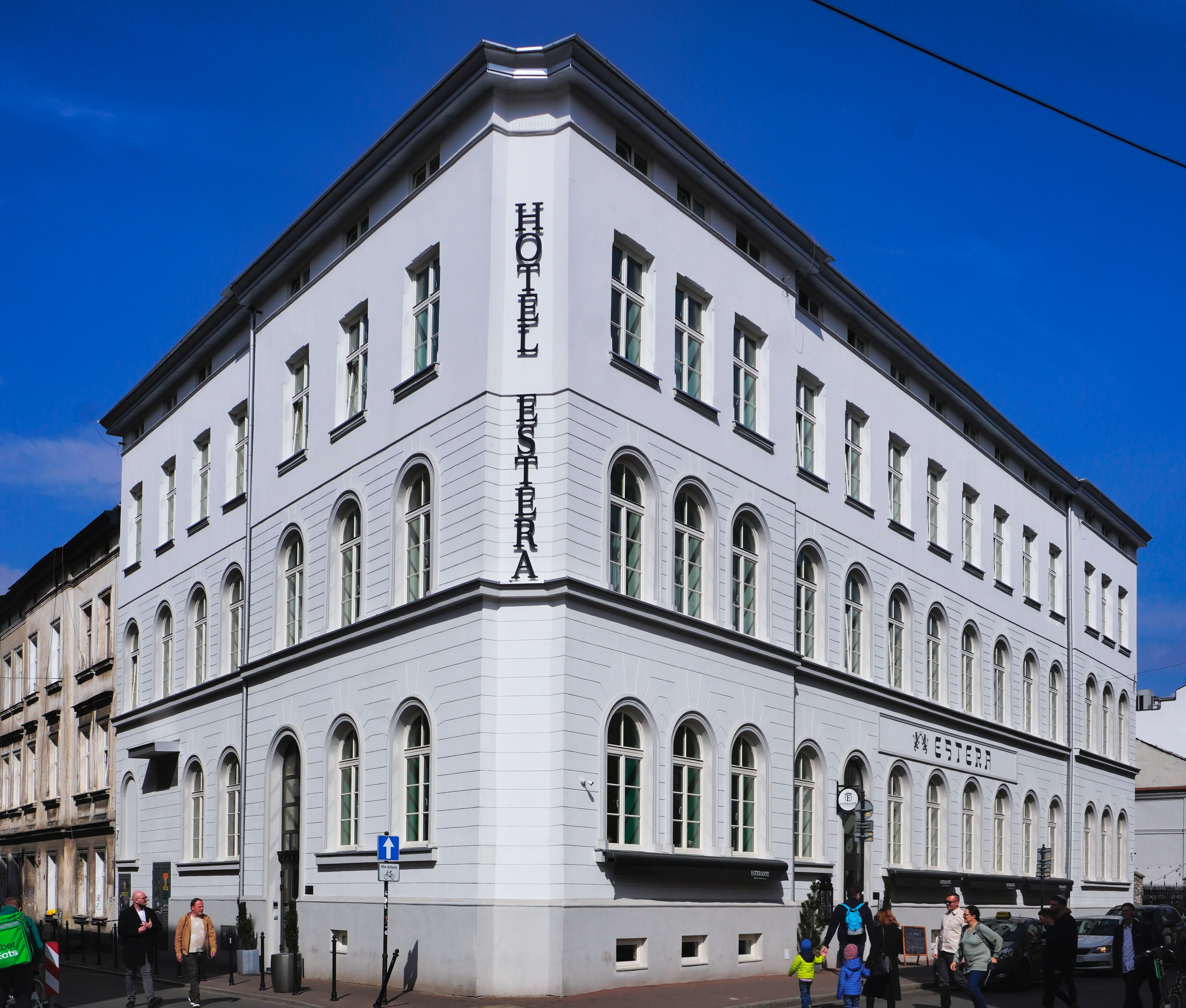
Talmud Tora (2021)

Szkoła rabinacka Beit Meir w Krakowie – żydowska szkoła religijna znajdująca się na Kazimierzu w Krakowie, na rogu ulic Warschauera i Estery.
Szkoła została założona w okresie międzywojennym, z inicjatywy rabin Mendla Wechslera. Mieściła się budynku zajmowanym również przez szkołę Talmud Tora. Zaraz po wkroczeniu wojsk niemieckich do Krakowa szkoła została zamknięta.